# Charles Hayes

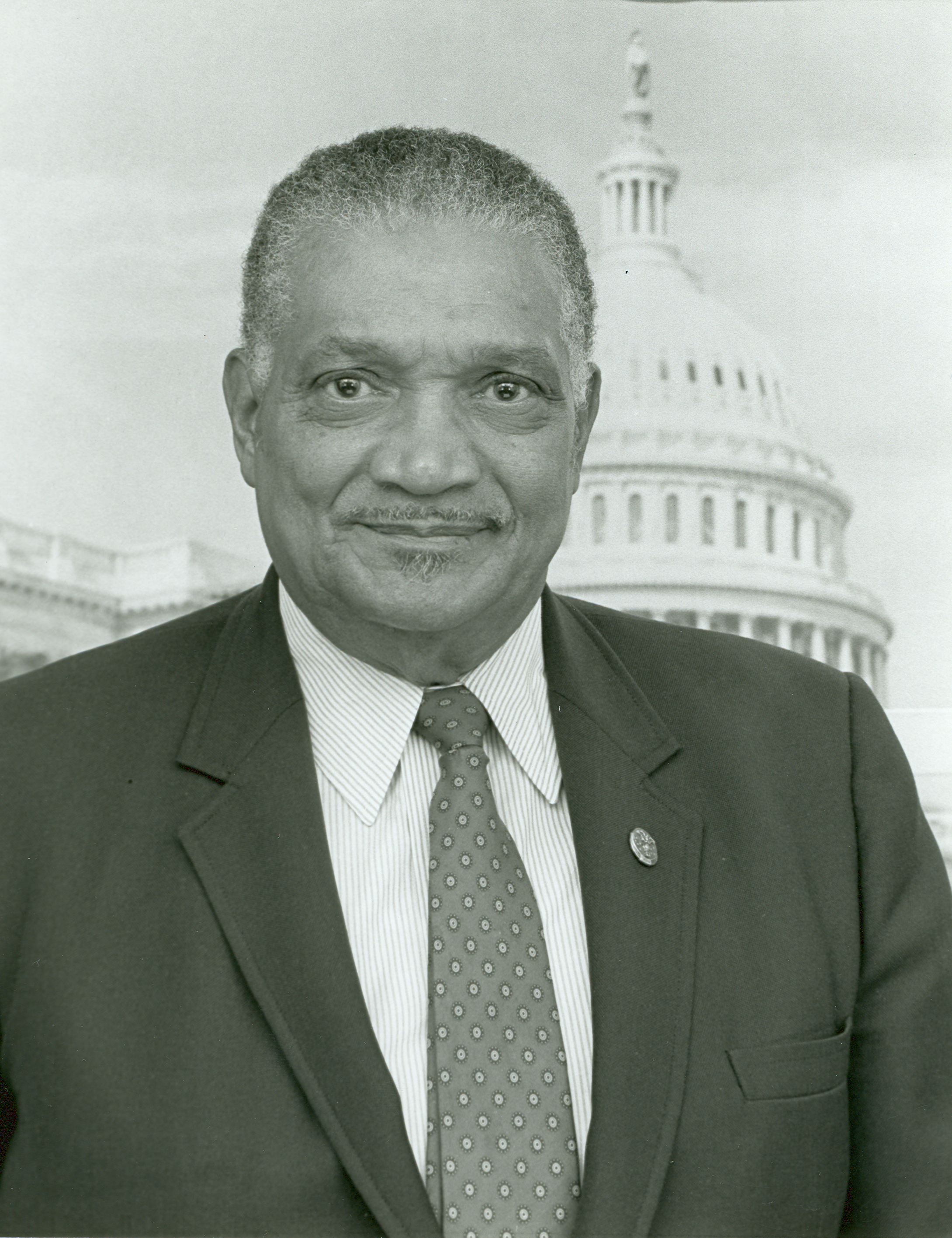
Charles Hayes

Charles Arthur Hayes (* 17. Februar 1918 in Cairo, Illinois; † 8. April 1997 in Chicago, Illinois) war ein US-amerikanischer Politiker der Demokratischen Partei, der den Bundesstaat Illinois zehn Jahre lang im US-Repräsentantenhaus vertrat.

## Leben
Nachdem Hayes 1935 die Sumner High School in seiner Geburtsstadt abgeschlossen hatte, wurde er nach einer Erwerbstätigkeit 1938 Gewerkschaftsfunktionär. Zuletzt war er Vizepräsident der 1979 gegründeten Gewerkschaft der Arbeiter im Lebensmittel- und Handelsgewerber (United Food and Commercial Workers Union). In den 1980ern wurde Hayes, der bereits in den 1960er Jahren Mitglied der Bürgerrechtsorganisation Southern Christian Leadership Conference (SCLC) wurde, wegen zivilen Ungehorsams nach der Teilnahme an einer Demonstration gegen die Apartheid in Südafrika festgenommen. Darüber hinaus war er bis 1986 Erster Geschäftsführender Vizepräsident der Coalition of Black Trade Unionists (CBTU), einer 1972 gegründeten Interessenvertretung afroamerikanischer Gewerkschaftsfunktionäre.
Bei einer Nachwahl (Special election) wurde er am 23. August 1983 als Kandidat der Demokraten in das US-Repräsentantenhaus gewählt und damit Nachfolger von Harold Washington, der zuvor zum ersten afroamerikanischen Bürgermeister von Chicago gewählt wurde. Hayes, ebenfalls Afroamerikaner, gehörte dem US-Repräsentantenhaus nach mehreren Wiederwahlen bis zum 3. Januar 1993 als Vertreter des ersten Kongresswahlbezirks von Illinois an. 1992 bewarb er sich erfolglos für eine erneute Kandidatur, unterlag aber seinem parteiinternen Konkurrenten Bobby L. Rush, einem früheren Aktivisten der Black Panther Party, der schließlich erfolgreich in den 103. US-Kongress gewählt wurde.

## Hintergrundliteratur
- Black Americans in Congress, 1870-2007, United States Government Printing Office, Washington, D.C. 2008